# Ryggpositiv
I en orgel finns ofta flera uppsättningar med pipor, kopplade till var sin manual i spelbordet. Det verk som är uppställt i eller på läktarbarriären kallas ryggpositiv, eftersom det då också ofta är placerat bakom ryggen på organisten.
|  |  |